# Marathon van Utrecht 2008
De Jaarbeurs Utrecht Marathon 2008 vond plaats op maandag 24 maart 2008 in Utrecht. Start en finish waren bij de Jaarbeurs
Bij de mannen werd de wedstrijd gewonnen door de Keniaan Sammy Chumba met een tijd van 2:12.07. De winnaar van vorig jaar Mariko Kiplagat Kipchumba werd derde.
Bij de vrouwen werd de marathon gewonnen door de Keniaanse Irene Cherop. 
Er deden ruim 1000 lopers mee aan de achtste marathon van Utrecht.

## Uitslagen

### Marathon

#### Mannen
| rang   | naam                      | land | tijd    |
| ------ | ------------------------- | ---- | ------- |
| Goud   | Sammy Chumba              | KEN  | 2:12.07 |
| Zilver | Raymond Bett              | KEN  | 2:12.15 |
| Brons  | Mariko Kiplagat Kipchumba | KEN  | 2:13.32 |
| 4      | Larbi Zeroual             | FRA  | 2:16.05 |
| 5      | Elijah Cheburet           | KEN  | 2:20.11 |

#### Vrouwen
| rang   | naam                 | land | tijd    |
| ------ | -------------------- | ---- | ------- |
| Goud   | Irene Cherop         | KEN  | 2:41.44 |
| Zilver | Justina Jasutyte     | LTU  | 2:55.04 |
| Brons  | Aziza El Ouafi       | MAR  | 3:04.36 |
| 4      | Magda Van Mol        | BEL  | 3:11.57 |
| 5      | Liesbeth van Leeuwen | NED  | 3:15.05 |

### Halve marathon

#### Mannen
| rang   | naam               | land | tijd    |
| ------ | ------------------ | ---- | ------- |
| Goud   | Hassan Belkhanouch | MAR  | 1:04.08 |
| Zilver | Wesley Langat      | KEN  | 1:04.09 |
| Brons  | Peter Sitienei     | KEN  | 1:07.50 |

#### Vrouwen
| rang   | naam                | land | tijd    |
| ------ | ------------------- | ---- | ------- |
| Goud   | Flomena Chephirchir | KEN  | 1:15.56 |
| Zilver | Emily Rotich        | KEN  | 1:16.33 |
| Brons  | Remalda Kergyte     | LTU  | 1:17.47 |

1978 · 
1979 · 
1980 · 
1981 · 
1982 · 
1983 · 
1984 · 
1985 · 
1986 · 
1987 · 
1988 · 
1989 · 
1990 · 
1991 · 
1992 · 
1993 · 
1994 · 
1995 · 
1996 · 
1997 · 
1998 · 
1999 · 
2000 · 
2001 · 
2002 · 
2003 · 
2004 · 
2005 · 
2006 · 
2007 · 
2008 · 
2009 · 
2010 ·
2011 ·
2012